# سرطان حنجره
سرطان‌های حنجره (به انگلیسی: Laryngeal cancers) عمدتاً از نوع کارسینوم سلول‌های سنگفرشی بوده و منشأ آن‌ها از بافت پوششی حنجره است.
سرطان می‌تواند در هر قسمت از حنجره ایجاد شود. برای اهداف مرحله بندی، حنجره به سه منطقه تشریحی تقسیم می‌شود: گلوت (تارهای صوتی حقیقی، کمیسورهای قدامی و خلفی). سوپراگلوت (اپی گلوت، غضروف‌های کوزه‌ای و چین‌های آریپیگلوت و تارهای کاذب) و ساب گلوت.
بیشتر سرطان‌های حنجره از گلوت منشأ می‌گیرند و تومورهای فوق گلوت و تحت گلوت کمتر مشاهده می‌شوند.
سرطان حنجره ممکن است از طریق گسترش مستقیم به ساختارها و بافت‌های مجاور، متاستاز به گره‌های لنفاوی گردنی و اطراف موضع یا از طریق جریان خون گسترش یابد. شایعترین محل متاستازهای دور از موضع، ریه. سرطان حنجره در ۱۷۷٬۰۰۰ نفر در سال ۲۰۱۸ رخ داده‌است و منجر به ۹۴۸۰۰ مرگ (افزایش از ۷۶۰۰۰ مرگ در سال 1990). میزان بقای پنج ساله در ایالات متحده ۶۰٫۳٪ است.

## علائم و نشانه‌ها
علائم سرطان حنجره به اندازه و محل تومور بستگی دارد. علائم ممکن است شامل موارد زیر باشد:
- خشونت صدا یا سایر تغییرات صدا
- وجود تودهٔ غیرعادی در گردن
- گلودرد یا احساس گیر کردن چیزی در گلو
- سرفه مداوم
- صدای خس خس ناشی از تنگ شدن یا مسدود شدن مسیر تنفس
- بوی بد دهان
- گوش درد (ناشی از درد ارجاعی)
- مشکل در بلعیدن
- تورم ( شبیه جوش زیر پوستی ولی بزرگتر و محکم تر)

اثرات منفی پس از درمان می‌تواند شامل تغییر در شکل ظاهری، دشواری در غذا خوردن، خشکی دهان یا از دست دادن صدا باشد و ممکن است بیمار نیاز به یادگیری روش‌های جایگزین صحبت داشته باشد.

## عوامل خطر
مهمترین عامل خطر برای سرطان حنجره سیگار کشیدن است. احتمال مرگ و میر ناشی از سرطان حنجره در افراد با مصرف شدید سیگار، ۲۰ برابر بیشتر از افراد غیرسیگاری است. مصرف زیاد و مزمن الکل، نیز یک عامل خطر قابل توجه است. و مصرف همزمان الکل و دخانیات اثر هم افزایی دارد. سایر عوامل خطر گزارش شده شامل وضعیت ضعیف اقتصادی - اجتماعی، جنسیت مذکر و سن بیشتر از ۵۵ سال است.
قرار گرفتن در معرض عوامل محیطی مانند گرد و غبار چوب، دود و بخارات رنگ و برخی مواد شیمیایی مورد استفاده در فلزکاری، نفت و پتروشیمی، صنایع پلاستیک و صنایع نساجی نیز به عنوان یک عامل خطر برای سرطان حنجره شناخته می‌شود. عفونت‌های برخی از پاپیلوماویروس‌ها احتمال بروز سرطان حنجره را افزایش می‌دهند.
افرادی که سابقهٔ ابتلا به سرطان‌های سر و گردن دارند، در معرض خطر بیشتری (حدود ۲۵٪) برای ابتلا به سرطان دوم در ناحیه سر، گردن یا ریه قرار دارند.

## تشخیص

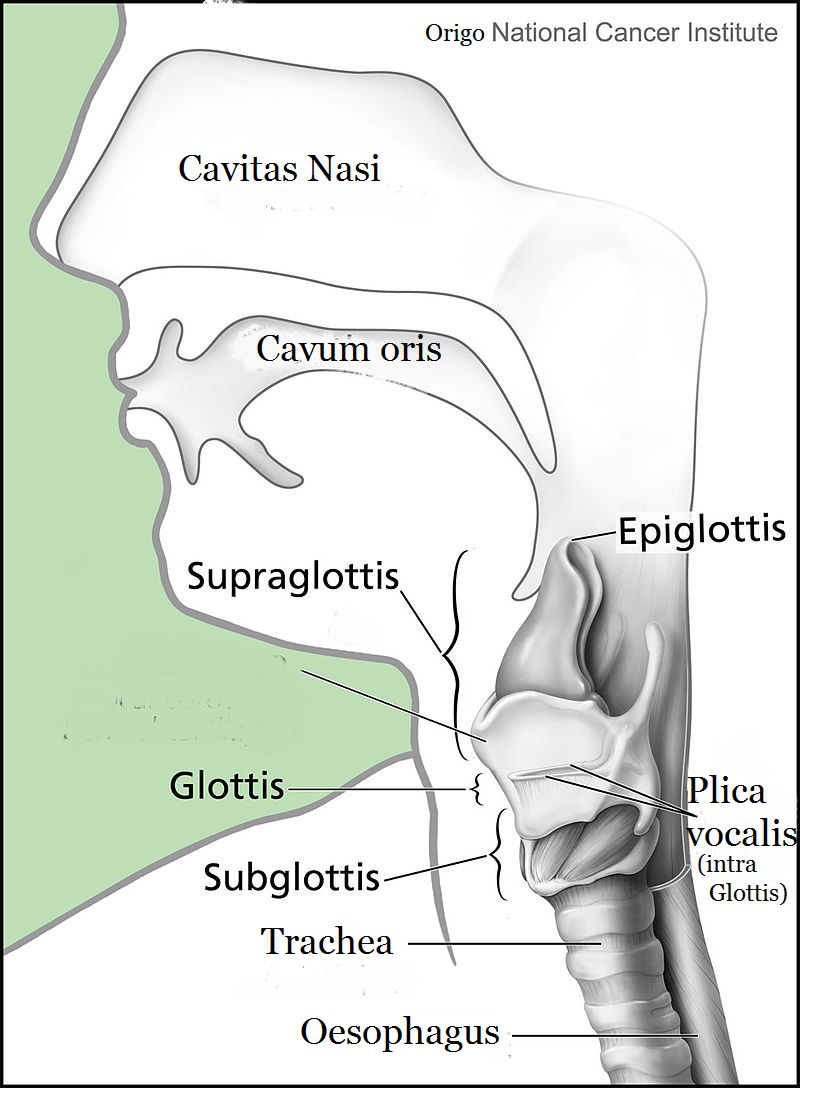
حنجره و سازه‌های مجاور

تشخیص توسط پزشک بر اساس سابقه پزشکی، معاینه فیزیکی بیمار و سایر بررسی‌ها شامل رادیوگرافی قفسه سینه، سی‌تی اسکن یا تصویرسازی تشدید مغناطیسی (ام.آر. آی) و بیوپسی بافت است.
معاینه بالینی شامل معاینه وضعیت کلی بیمار برای ارزیابی سلامت عمومی و جستجوی علائم بیماری‌های مرتبط و بیماری‌های متاستاتیک است. گردن و نواحی اطراف جهت شناسایی تودهٔ احتمالی توسط پزشک لمس می‌شوند. لارنگوسکوپی یا حنجره بینی) غیرمستقیم با استفاده از یک آینه کوچک زاویه دار با دسته بلند (شبیه آینه دندانپزشکی) و یک نور قوی بررسی می‌شود. لارنگوسکوپی غیر مستقیم می‌تواند بسیار مؤثر باشد، اما برای رسیدن به نتیجهٔ دقیق به مهارت و تمرین نیاز دارد. . آندوسکوپی از طریق بینی نیز یک روش سریع و آسان است که در کلینیک انجام می‌شود. ممکن است از اسپری بی‌حس کننده موضعی استفاده شود.
اگر احتمال وقوع سرطان وجود داشته باشد، بافت‌برداری معمولاً تحت بیهوشی عمومی انجام می‌شود شواهد بافت‌شناسی نوع و درجه سرطان را مشخص می‌کند.
برای تومورهای کوچک گلوت ممکن است تصویربرداری بیشتر غیرضروری باشد. در بیشتر موارد، مرحله بندی تومور با اسکن ناحیه سر و گردن برای ارزیابی وضعیت محلی تومور و هر گونه گره لنفاوی گردن بزرگ از نظر آسیب‌شناسی انجام می‌شود.

## تقسیم‌بندی تومورها
تومورهای حنجره طبق دستورالعمل‌های تنظیم شده توسط سازمان‌های آکادمیک مانند شبکه جامع ملی سرطان (NCCN) طبقه‌بندی می‌شوند. طبقه‌بندی کلی که به عنوان " مرحله بندی " نیز شناخته می‌شود، می‌تواند به تعیین گزینه‌های درمانی برای بیماران کمک کند. مرحله بندی شامل سه ارزیابی جداگانه است. اولین مورد مربوط به خود تومور / سرطان است ("T"). مورد دوم میزان درگیری غدد لنفاوی مجاور در گسترش تومور / سرطان است ("N") مورد سوم وجود یا عدم وجود متاستازهای دور ("M").

## درمان

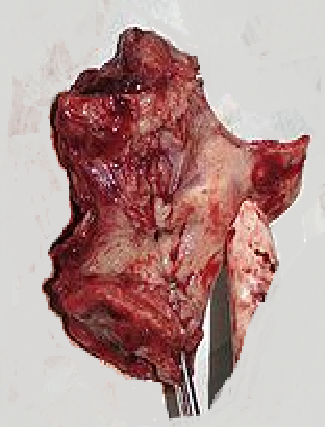
حنجره، برداشته شد

درمان به محل، نوع و مرحله تومور بستگی دارد. درمان ممکن است شامل جراحی، رادیوتراپی یا شیمی درمانی به تنهایی یا به صورت ترکیبی باشد.
درمان جراحی
درمان جراحی ممکن است شامل برداشتن جزئی یا کامل تومور باشد. بسته به درگیری و گسترش تومور، بافت‌ها و ساختارهای هم جوار حنجره ممکن است برداشته شوند یا نشوند. برداشتن کامل حنجره نیز ممکن است در بعضی موارد لازم باشد.
درمان‌های همزمان
معمولاً تجویز شیمی درمانی یا پرتودرمانی، ممکن است لازم باشد. شیمی درمانی یا پرتودرمانی ممکن است به تنهایی، در ترکیب با یکدیگر یا در ترکیب با جراحی لازم باشد. این روش‌ها ممکن است قبل از درمان جراحی، در کنار درمان جراحی یا پس از درمان جراحی لازم باشند.
درمان چند رشته‌ای
معمولاً برای درمان موفقیت‌آمیز و بهبودی از سرطان حنجره تخصص‌های دیگری علاوه بر تخصص‌های جراحی یا انکولوژی مورد نیاز است. فیزیوتراپیست‌ها، کاردرمانگران، گفتاردرمانگران، روانپزشکان، روانشناسان، جراحان فک و صورت، دندانپزشکان، متخصصان مغز و اعصاب، جراحان مغز و اعصاب و متخصصین غدد درون ریز ممکن است در مراقبت و بهبود بیماران مبتلا به سرطان حنجره نقش ویژه و مهمی داشته باشند.

## همه گیرشناسی
وقوع سرطان حنجره در ایالات متحده پنج مورد در ۱۰۰۰۰۰ نفر (۱۲٬۵۰۰ مورد جدید در سال) است.
بر اساس برآورد GLOBOCAN از بروز سرطان و مرگ و میر تولید شده توسط مرکز جهانی تحقیقات سرطان، ۱۷۷٬۴۲۲ مورد جدید سرطان حنجره در سراسر جهان در سال ۲۰۱۸ وجود داشته‌است. در میان مرگ و میر ناشی از سرطان در سراسر جهان، ۴۷۷۱ مورد (۱٫۰٪) به علت ابتلا به سرطان حنجره بوده‌است. تعداد مبتلایان جدید در ایالات متحده هر ساله با میزان ۲٫۴٪ کاهش می‌یابد و اعتقاد بر این است که این امر مربوط به کاهش مصرف سیگار توسط مردم آمریکا است.
سرطان حنجره توسط دفتر بیماری‌های نادر (ORD) موسسه ملی بهداشت (NIH) به عنوان «بیماری نادر» ذکر شده‌است. این موضوع به این معنی است که سرطان حنجره کمتر از ۲۰۰۰۰۰ نفر در ایالات متحده را مبتلا کرده‌است.